# Domeyrat

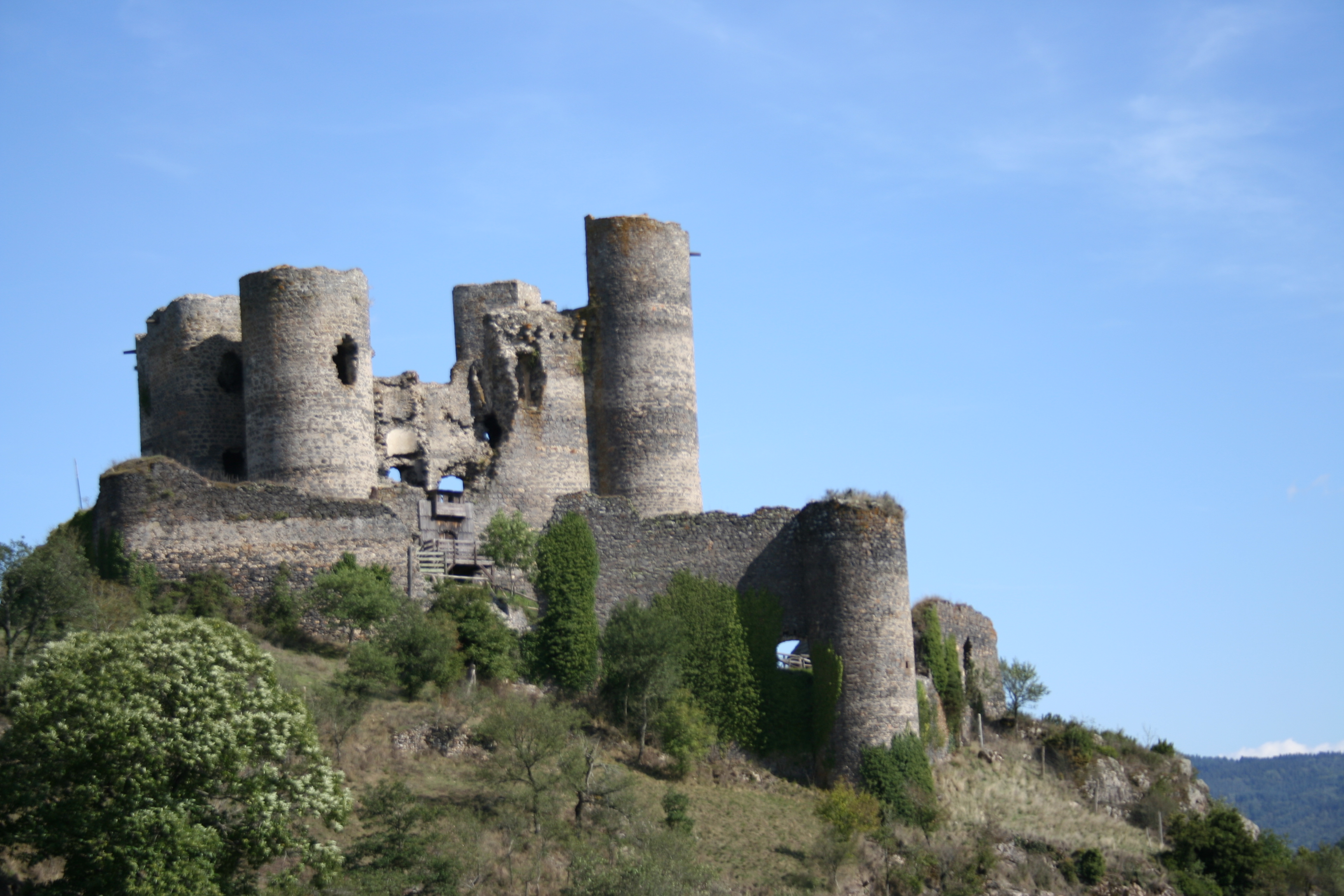
Het kasteel van Domeyrat

Domeyrat is een gemeente in het Franse departement Haute-Loire (regio Auvergne-Rhône-Alpes) en telt 162 inwoners (2005). De plaats maakt deel uit van het arrondissement Brioude.
Op een rots boven het dorp staat de ruïne van een 15e-eeuws kasteel.

## Geografie
De oppervlakte van Domeyrat bedraagt 9,7 km², de bevolkingsdichtheid is 16,7 inwoners per km². De plaats ligt in de vallei van de Senouire, een zijrivier van de Allier.
De onderstaande kaart toont de ligging van Domeyrat met de belangrijkste infrastructuur en aangrenzende gemeenten.

## Demografie
Onderstaande figuur toont het verloop van het inwonertal (bron: INSEE-tellingen).